# Labroquère
Labroquère est une commune française située dans le sud-ouest du département de la Haute-Garonne en région Occitanie.
Sur le plan historique et culturel, la commune est dans le pays de Comminges, correspondant à l’ancien comté de Comminges, circonscription de la province de Gascogne située sur les départements actuels du Gers, de la Haute-Garonne, des Hautes-Pyrénées et de l'Ariège. Exposée à un climat océanique altéré, elle est drainée par la Garonne et par divers autres petits cours d'eau. La commune possède un patrimoine naturel remarquable : un site Natura 2000 (« Garonne, Ariège, Hers, Salat, Pique et Neste »), un espace protégé (« la Garonne, l'Ariège, l'Hers Vif et le Salat ») et quatre zones naturelles d'intérêt écologique, faunistique et floristique.
Labroquère est une commune rurale qui compte 323 habitants en 2022, après avoir connu une forte hausse de la population depuis 1975. Elle fait partie de l'aire d'attraction de Saint-Gaudens. Ses habitants sont appelés les Labroquerois ou  Labroqueroises.

## Géographie

### Localisation
La commune de Labroquère se trouve dans le département de la Haute-Garonne, en région Occitanie.
Elle se situe à 93 km à vol d'oiseau de Toulouse, préfecture du département, à 13 km de Saint-Gaudens, sous-préfecture, et à 28 km de Bagnères-de-Luchon, bureau centralisateur du canton de Bagnères-de-Luchon dont dépend la commune depuis 2015 pour les élections départementales.
La commune fait en outre partie du bassin de vie de Montréjeau.
Les communes les plus proches sont : 
Valcabrère (1,0 km), Loures-Barousse (1,9 km), Seilhan (1,9 km), Saint-Bertrand-de-Comminges (2,1 km), Sarp (2,5 km), Izaourt (2,6 km), Barbazan (2,6 km), Aveux (3,6 km).
Sur le plan historique et culturel, Labroquère fait partie du pays de Comminges, correspondant à l’ancien comté de Comminges, circonscription de la province de Gascogne située sur les départements actuels du Gers, de la Haute-Garonne, des Hautes-Pyrénées et de l'Ariège.
Labroquère est limitrophe de huit autres communes, dont deux dans le département des Hautes-Pyrénées, à l'ouest et au sud-est.
Les communes limitrophes sont  Barbazan, Cier-de-Rivière, Huos, Loures-Barousse, Saint-Bertrand-de-Comminges, Seilhan, Tibiran-Jaunac et Valcabrère.
|                                  | Seilhan    | Huos, Cier-de-Rivière             |
| Tibiran-Jaunac (Hautes-Pyrénées) | Labroquère | Barbazan                          |
| Saint-Bertrand-de-Comminges      | Valcabrère | Loures-Barousse (Hautes-Pyrénées) |

Au nord-est, son territoire communal est limitrophe sur une centaine de mètres de celui de Huos, et sur environ  160 mètres de celui de Cier-de-Rivière.

### Géologie et relief
La superficie de la commune est de 437 hectares ; son altitude varie de 422  à   690 mètres.

### Hydrographie

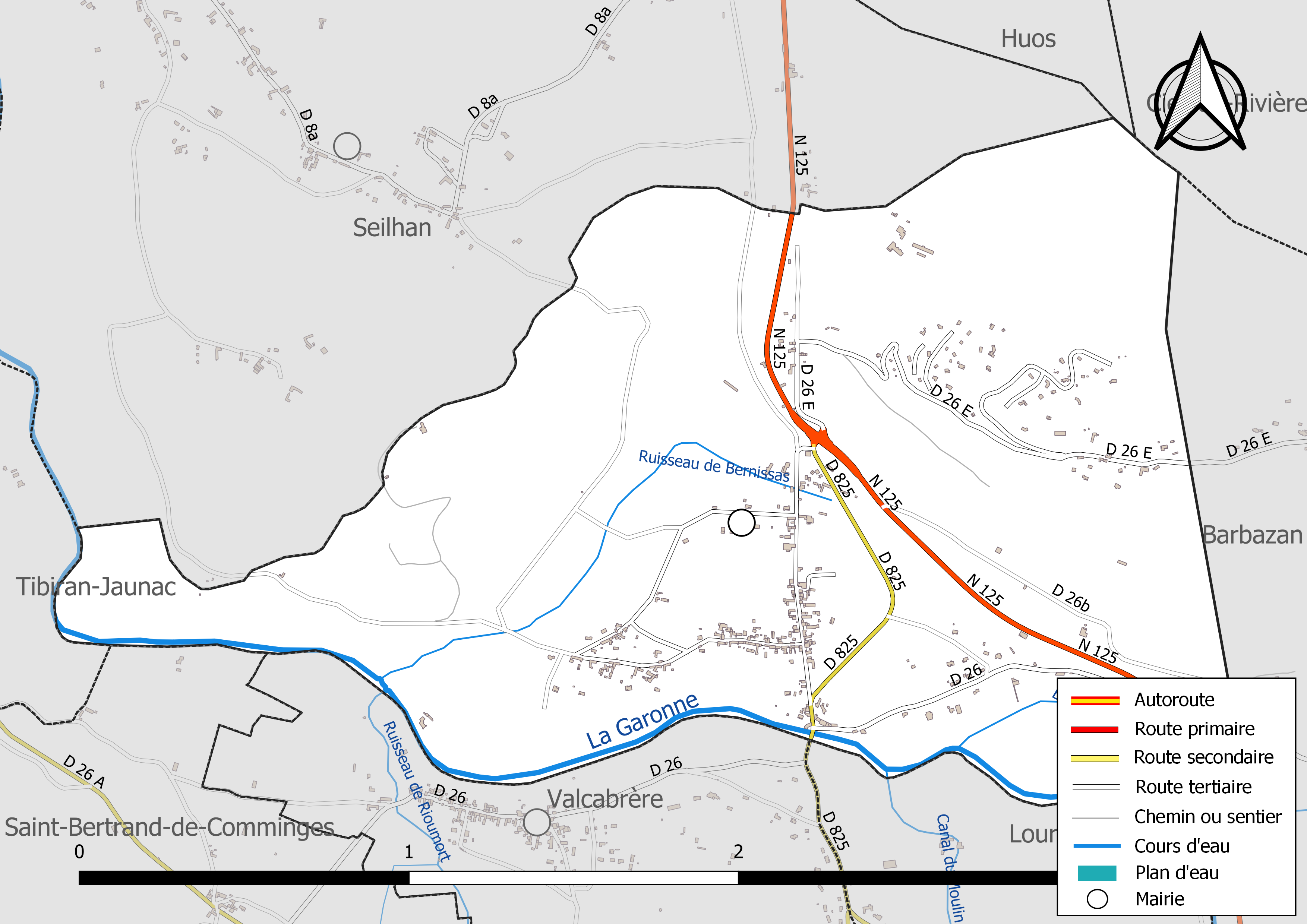
Réseaux hydrographique et routier de Labroquère.

La commune est dans le bassin de la Garonne, au sein du bassin hydrographique Adour-Garonne. Elle est drainée par la Garonne, un bras de la Garonne, Canal du Moulin, le ruisseau de Bernissas, le ruisseau de Corp et le ruisseau de Rioumort, constituant un réseau hydrographique de 7 km de longueur totale,.
La Garonne est un fleuve principalement français prenant sa source en Espagne et qui coule sur 529 km avant de se jeter dans l’océan Atlantique.

### Climat
Pour des articles plus généraux, voir Climat de l'Occitanie et Climat de la Haute-Garonne.
En 2010, le climat de la commune est de type climat océanique altéré, selon une étude s'appuyant sur une série de données couvrant la période 1971-2000. En 2020, Météo-France publie une typologie des climats de la France métropolitaine dans laquelle la commune est exposée à un climat de montagne ou de marges de montagne et est dans la région climatique Pyrénées centrales, caractérisée par une pluviométrie annuelle de 1 000 à 1 200 mm.
Pour la période 1971-2000, la température annuelle moyenne est de 11,5 °C, avec une amplitude thermique annuelle de 15 °C. Le cumul annuel moyen de précipitations est de 986 mm, avec 9,1 jours de précipitations en janvier et 7 jours en juillet. Pour la période 1991-2020, la température moyenne annuelle observée sur la station météorologique la plus proche, située sur la commune de Clarac à 7 km à vol d'oiseau, est de 12,5 °C et le cumul annuel moyen de précipitations est de 804,9 mm,. Pour l'avenir, les paramètres climatiques de la commune estimés pour 2050 selon différents scénarios d'émission de gaz à effet de serre sont consultables sur un site dédié publié par Météo-France en novembre 2022.

### Milieux naturels et biodiversité

#### Espaces protégés
La protection réglementaire est le mode d’intervention le plus fort pour préserver des espaces naturels remarquables et leur biodiversité associée,.
Un  espace protégé est présent sur la commune : 
« la Garonne, l'Ariège, l'Hers Vif et le Salat », objet d'un arrêté de protection de biotope, d'une superficie de 1 658,7 ha.

#### Réseau Natura 2000

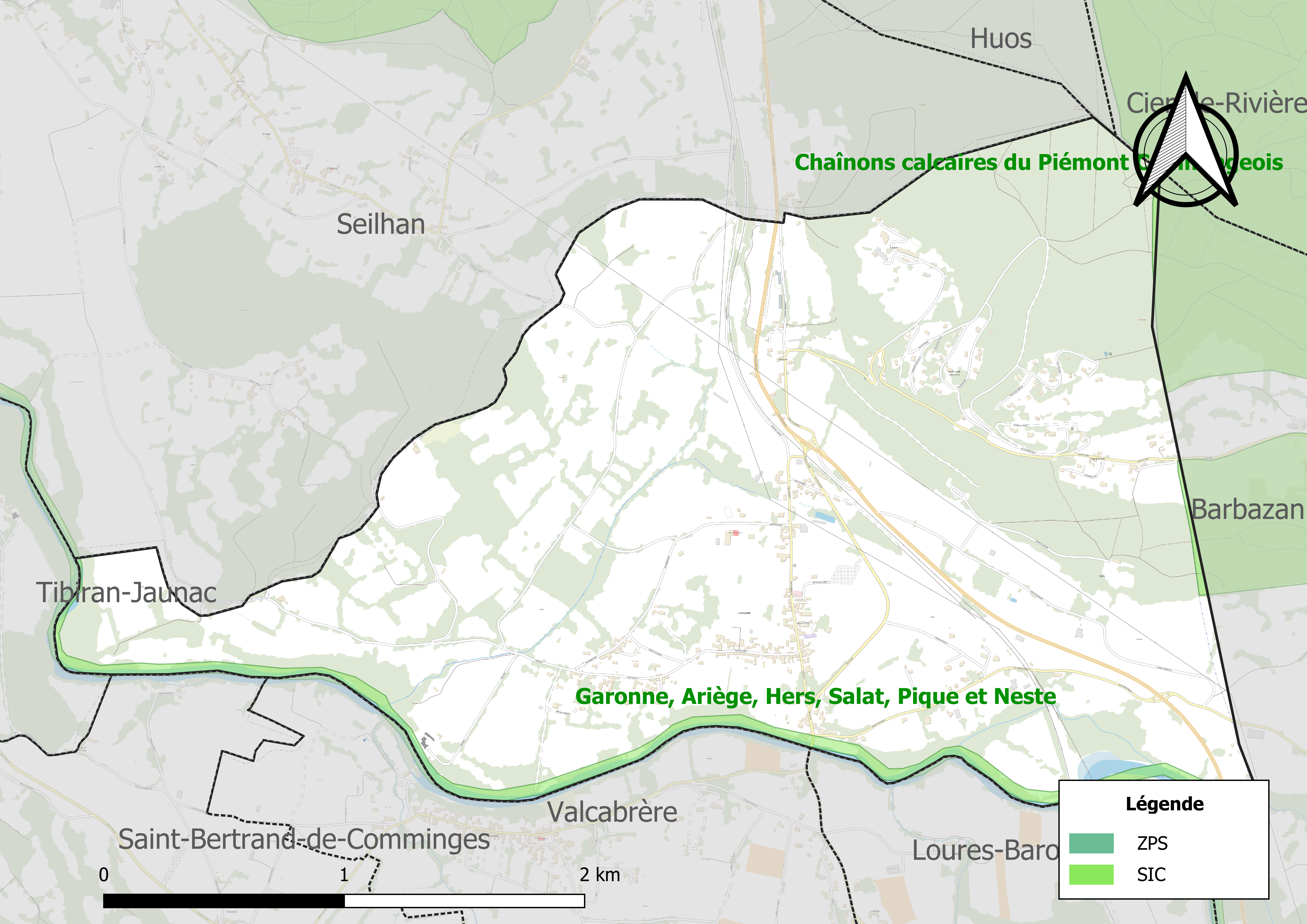
Site Natura 2000 sur le territoire communal.

Le réseau Natura 2000 est un réseau écologique européen de sites naturels d'intérêt écologique élaboré à partir des directives habitats et oiseaux, constitué de zones spéciales de conservation (ZSC) et de zones de protection spéciale (ZPS).
Un site Natura 2000 a été défini sur la commune au titre de la directive habitats : « Garonne, Ariège, Hers, Salat, Pique et Neste », d'une superficie de 9 581 ha, un réseau hydrographique pour les poissons migrateurs (zones de frayères actives et potentielles importantes pour le Saumon en particulier qui fait l'objet d'alevinages réguliers et dont des adultes atteignent déjà Foix sur l'Ariège.

#### Zones naturelles d'intérêt écologique, faunistique et floristique

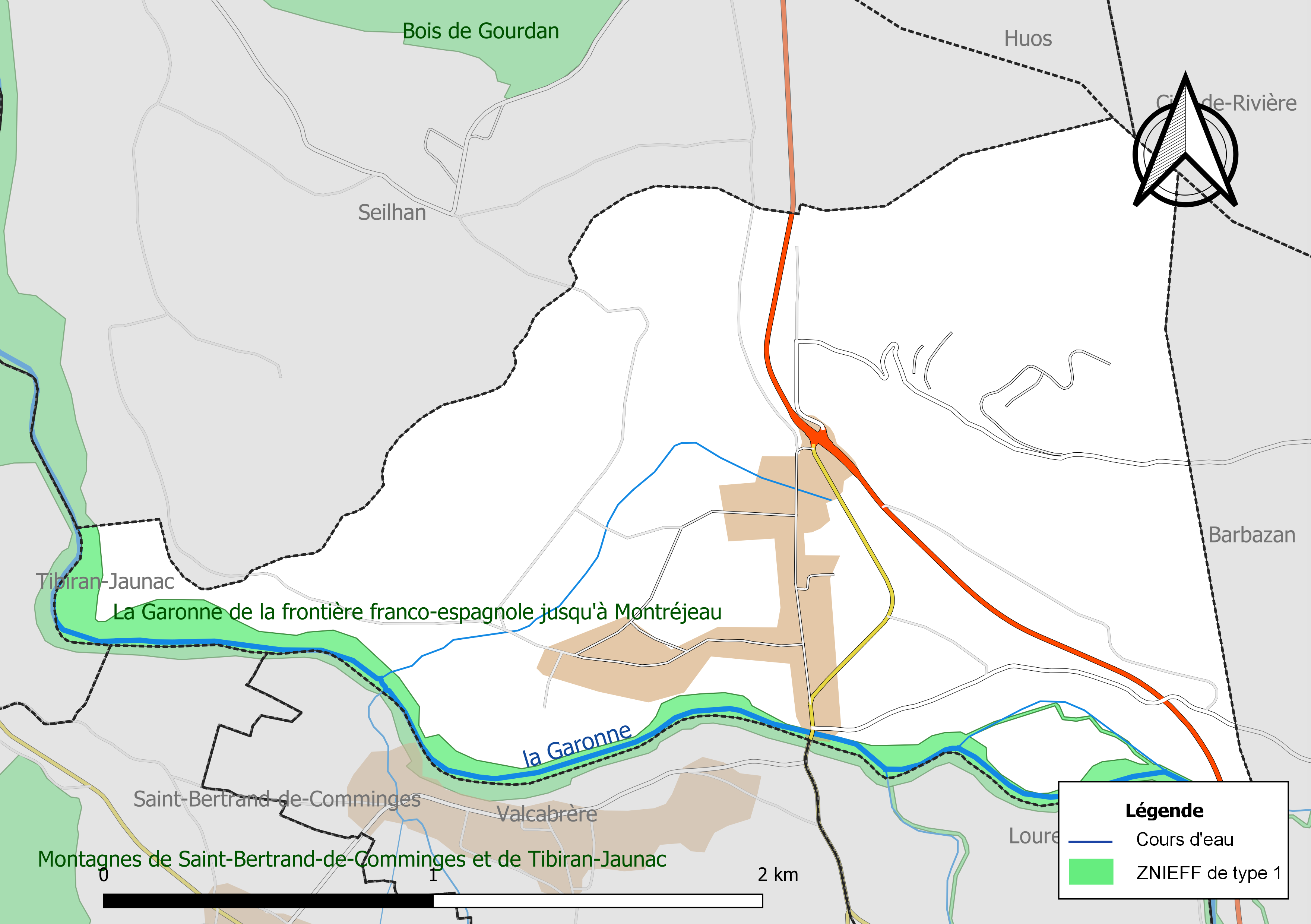
Carte de la ZNIEFF de type 1 localisée sur la commune.

L’inventaire des zones naturelles d'intérêt écologique, faunistique et floristique (ZNIEFF) a pour objectif de réaliser une couverture des zones les plus intéressantes sur le plan écologique, essentiellement dans la perspective d’améliorer la connaissance du patrimoine naturel national et de fournir aux différents décideurs un outil d’aide à la prise en compte de l’environnement dans l’aménagement du territoire.
Une ZNIEFF de type 1 est recensée sur la commune :
« la Garonne de la frontière franco-espagnole jusqu'à Montréjeau » (469 ha), couvrant 38 communes dont 28 dans la Haute-Garonne et dix dans les Hautes-Pyrénées et trois ZNIEFF de type 2, : 
- les « avant-monts de Gourdan-Polignan à Labroquère » (503 ha), couvrant 3 communes du département[25] ;
- « Garonne amont, Pique et Neste » (1 788 ha), couvrant 112 communes dont 42 dans la Haute-Garonne et 70 dans les Hautes-Pyrénées[26] ;
- le « piémont calcaire commingeois et bassin de Sauveterre » (8 553 ha), couvrant 26 communes du département[27].

## Urbanisme

### Typologie
Au 1er janvier 2024, Labroquère est catégorisée commune rurale à habitat dispersé, selon la nouvelle grille communale de densité à sept niveaux définie par l'Insee en 2022.
Elle est située hors unité urbaine. Par ailleurs la commune fait partie de l'aire d'attraction de Saint-Gaudens, dont elle est une commune de la couronne,. Cette aire, qui regroupe 85 communes, est catégorisée dans les aires de moins de 50 000 habitants,.

### Occupation des sols
L'occupation des sols de la commune, telle qu'elle ressort de la base de données européenne d’occupation biophysique des sols Corine Land Cover (CLC), est marquée par l'importance des territoires agricoles (64,7 % en 2018), une proportion identique à celle de 1990 (64,7 %). La répartition détaillée en 2018 est la suivante : 
prairies (42,4 %), forêts (28,9 %), zones agricoles hétérogènes (22,3 %), zones urbanisées (6,4 %). L'évolution de l’occupation des sols de la commune et de ses infrastructures peut être observée sur les différentes représentations cartographiques du territoire : la carte de Cassini (XVIIIe siècle), la carte d'état-major (1820-1866) et les cartes ou photos aériennes de l'IGN pour la période actuelle (1950 à aujourd'hui).

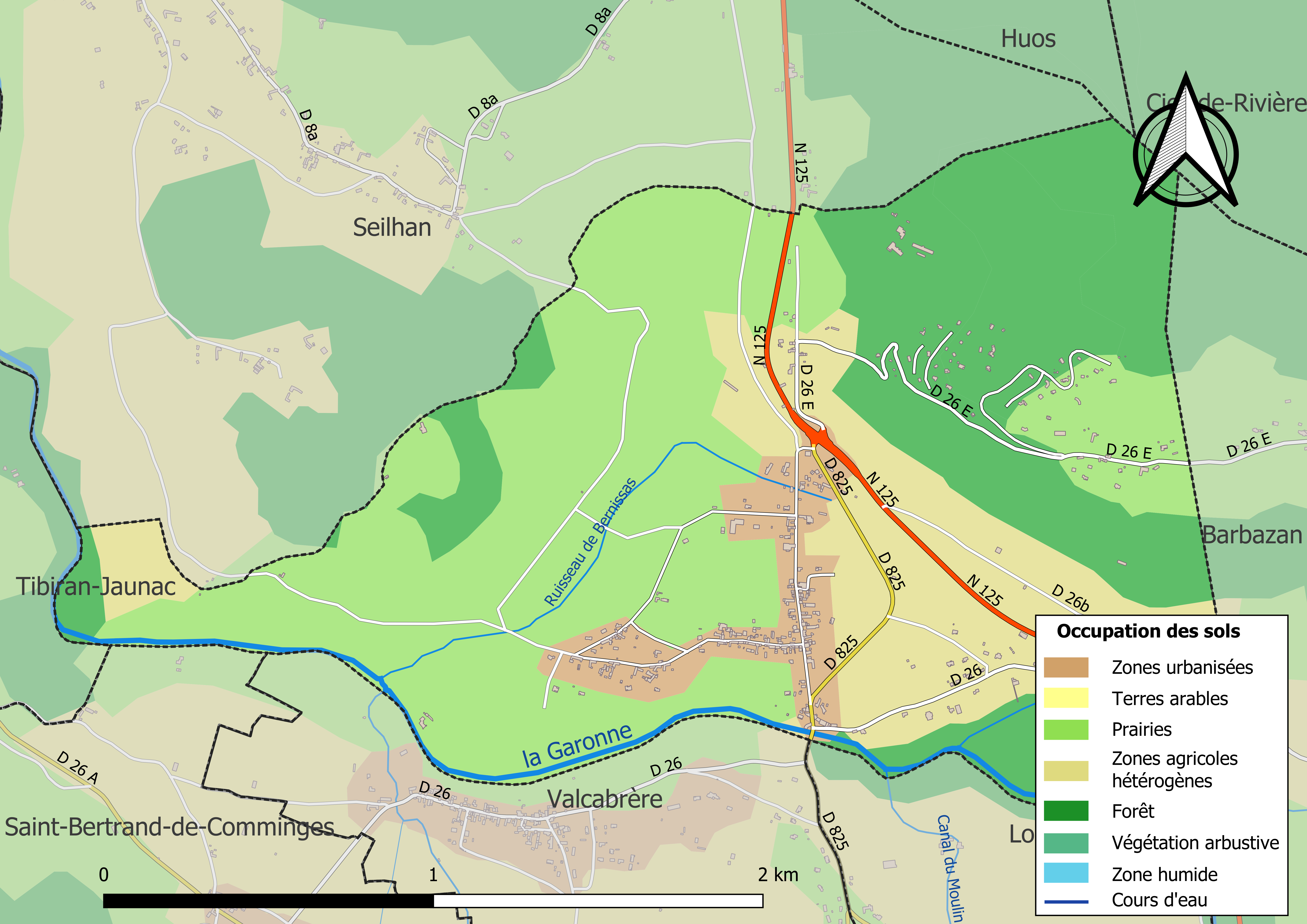
Carte des infrastructures et de l'occupation des sols de la commune en 2018 (CLC).

### Voies de communication et transports
Accès par l'autoroute A64 sortie no 17 puis la route nationale 125, et avec le réseau Arc-en-ciel.

### Risques majeurs
Le territoire de la commune de Labroquère est vulnérable à différents aléas naturels : météorologiques (tempête, orage, neige, grand froid, canicule ou sécheresse), inondations, feux de forêts et séisme (sismicité modérée). Il est également exposé à un risque technologique, la rupture d'un barrage. Un site publié par le BRGM permet d'évaluer simplement et rapidement les risques d'un bien localisé soit par son adresse soit par le numéro de sa parcelle.

#### Risques naturels
Certaines parties du territoire communal sont susceptibles d’être affectées par le risque d’inondation par débordement de cours d'eau, notamment la Garonne. La commune a été reconnue en état de catastrophe naturelle au titre des dommages causés par les inondations et coulées de boue survenues en 1982, 1999, 2009 et 2013,.
Un plan départemental de protection des forêts contre les incendies a été approuvé par arrêté préfectoral du 25 septembre 2006. Labroquère est exposée au risque de feu de forêt du fait de la présence sur son territoire du massif des piémonts des Pyrénées. Il est ainsi défendu aux propriétaires de la commune et à leurs ayants droit de porter ou d’allumer du feu dans l'intérieur et à une distance de 200 mètres des bois, forêts, plantations, reboisements ainsi que des landes. L’écobuage est également interdit, ainsi que les feux de type méchouis et barbecues, à l’exception de ceux prévus dans des installations fixes (non situées sous couvert d'arbres) constituant une dépendance d'habitation,

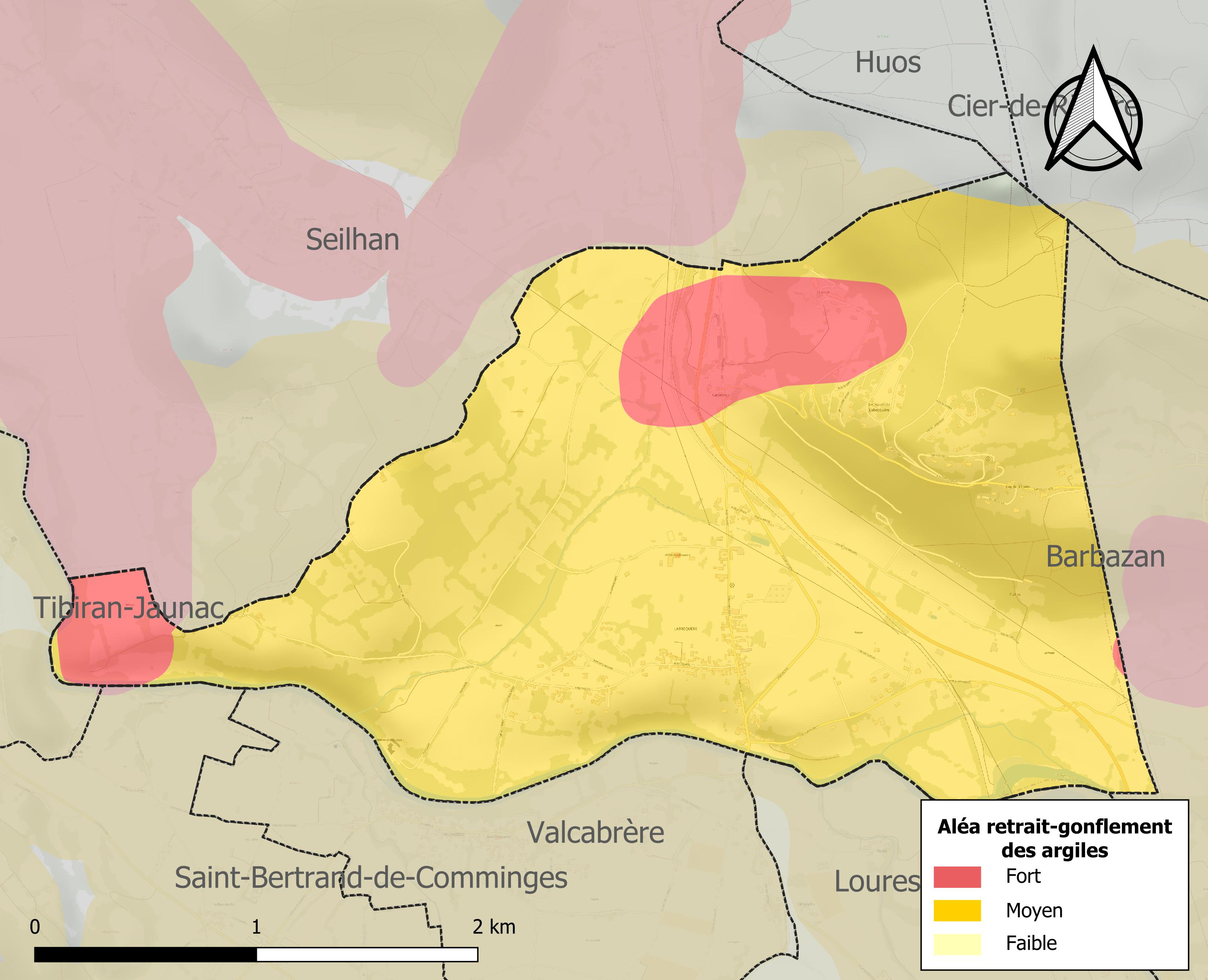
Carte des zones d'aléa retrait-gonflement des sols argileux de Labroquère.

Le retrait-gonflement des sols argileux est susceptible d'engendrer des dommages importants aux bâtiments en cas d’alternance de périodes de sécheresse et de pluie. 99,5 % de la superficie communale est en aléa moyen ou fort (88,8 % au niveau départemental et 48,5 % au niveau national). Sur les 208 bâtiments dénombrés sur la commune en 2019, 208 sont en aléa moyen ou fort, soit 100 %, à comparer aux 98 % au niveau départemental et 54 % au niveau national. Une cartographie de l'exposition du territoire national au retrait gonflement des sols argileux est disponible sur le site du BRGM,.
Par ailleurs, afin de mieux appréhender le risque d’affaissement de terrain, l'inventaire national des cavités souterraines permet de localiser celles situées sur la commune.
Concernant les mouvements de terrains, la commune a été reconnue en état de catastrophe naturelle au titre des dommages causés par la sécheresse en 1989 et par des mouvements de terrain en 1999.

#### Risques technologiques
La commune est en outre située en aval des barrages du Portillon sur la Neste d'Oô et de Cap de Long sur la Neste de Couplan (Hautes-Pyrénées). À ce titre elle est susceptible d’être touchée par l’onde de submersion consécutive à la rupture d'un de ces ouvrages.

## Politique et administration

### Administration municipale
Le nombre d'habitants au recensement de 2011 étant compris entre 100 et 499, le nombre de membres du conseil municipal pour l'élection de 2014 est de onze,.

### Rattachements administratifs et électoraux
Commune faisant partie de la huitième circonscription de la Haute-Garonne, de la communauté de communes du Haut Comminges et du canton de Bagnères-de-Luchon (avant le redécoupage départemental de 2014, Labroquère faisait partie de l'ex-canton de Barbazan).

### Liste des maires

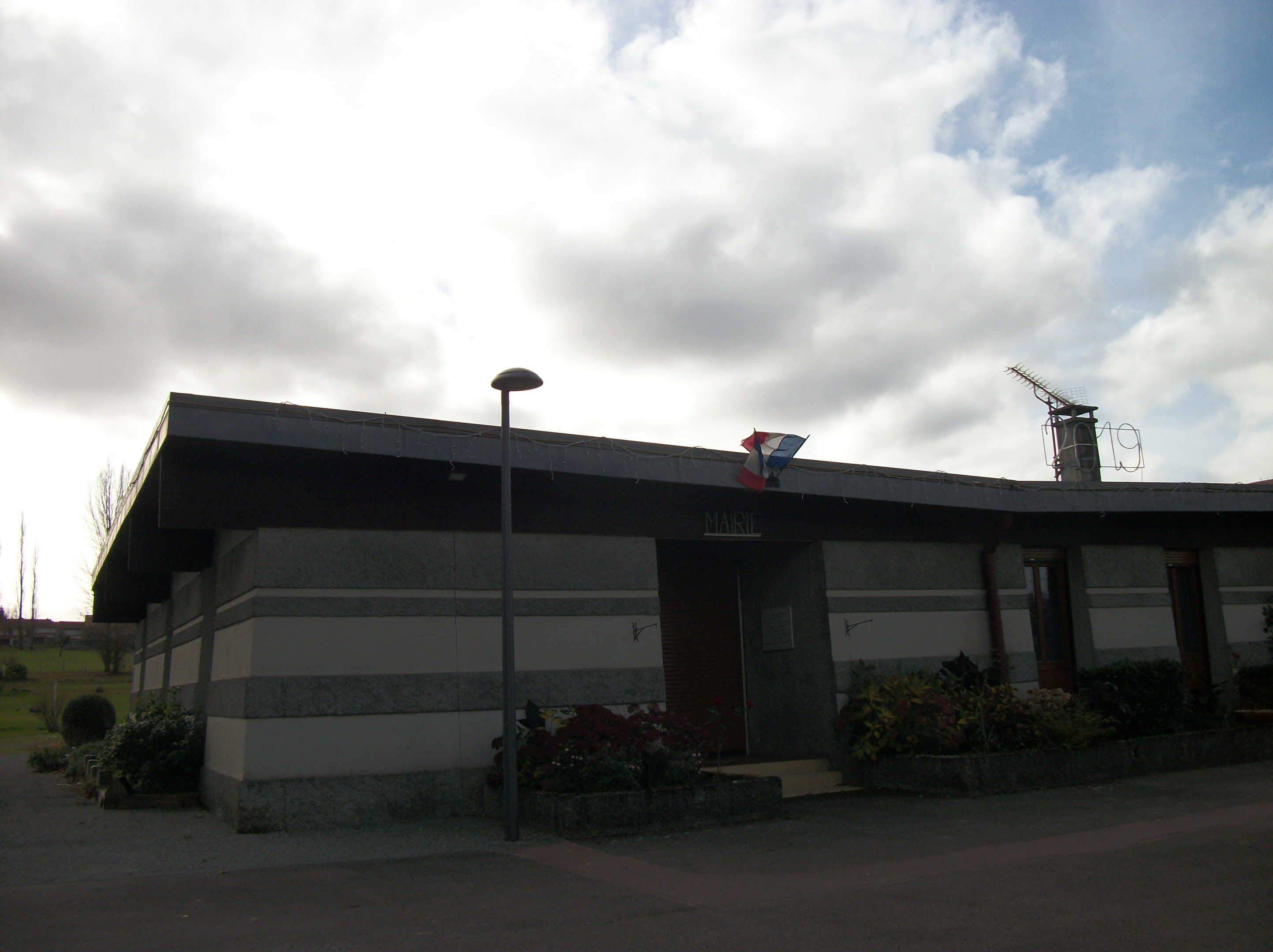
Mairie

| Période                                  | Période   | Identité        | Étiquette | Qualité                              |
| ---------------------------------------- | --------- | --------------- | --------- | ------------------------------------ |
| ?                                        | 1941      | Frédéric Nogues |           | Révoqué par le Gouvernement de Vichy |
| juin 1995                                | mars 2014 | Jean Ousset     |           |                                      |
| mars 2014                                | En cours  | Alain Larqué    | SE        | Cadre supérieur                      |
| Les données manquantes sont à compléter. |           |                 |           |                                      |

## Population et société

### Démographie
L'évolution du nombre d'habitants est connue à travers les recensements de la population effectués dans la commune depuis 1793. Pour les communes de moins de 10 000 habitants, une enquête de recensement portant sur toute la population est réalisée tous les cinq ans, les populations de référence des années intermédiaires étant quant à elles estimées par interpolation ou extrapolation. Pour la commune, le premier recensement exhaustif entrant dans le cadre du nouveau dispositif a été réalisé en 2008.

En 2022, la commune comptait 323 habitants, en évolution de −1,52 % par rapport à 2016 (Haute-Garonne : +8,02 %, France hors Mayotte : +2,11 %).
| 1793 | 1800 | 1806 | 1821 | 1831 | 1836 | 1841 | 1846 | 1851 |
| ---- | ---- | ---- | ---- | ---- | ---- | ---- | ---- | ---- |
| 450  | 440  | 520  | 580  | 604  | 613  | 602  | 618  | 620  |

| 1856 | 1861 | 1866 | 1872 | 1876 | 1881 | 1886 | 1891 | 1896 |
| ---- | ---- | ---- | ---- | ---- | ---- | ---- | ---- | ---- |
| 600  | 606  | 528  | 496  | 515  | 474  | 436  | 452  | 450  |

| 1901 | 1906 | 1911 | 1921 | 1926 | 1931 | 1936 | 1946 | 1954 |
| ---- | ---- | ---- | ---- | ---- | ---- | ---- | ---- | ---- |
| 463  | 438  | 469  | 386  | 362  | 404  | 416  | 334  | 286  |

| 1962 | 1968 | 1975 | 1982 | 1990 | 1999 | 2006 | 2008 | 2013 |
| ---- | ---- | ---- | ---- | ---- | ---- | ---- | ---- | ---- |
| 327  | 288  | 279  | 218  | 271  | 269  | 294  | 301  | 325  |

| 2018 | 2022 | - | - | - | - | - | - | - |
| ---- | ---- | - | - | - | - | - | - | - |
| 318  | 323  | - | - | - | - | - | - | - |

| selon la population municipale des années : | 1968 | 1975 | 1982 | 1990 | 1999 | 2006 | 2009 | 2013 |
| Rang de la commune dans le département      | 239  | 230  | 298  | 283  | 285  | 303  | 306  | 305  |
| Nombre de communes du département           | 592  | 582  | 586  | 588  | 588  | 588  | 589  | 589  |

### Enseignement

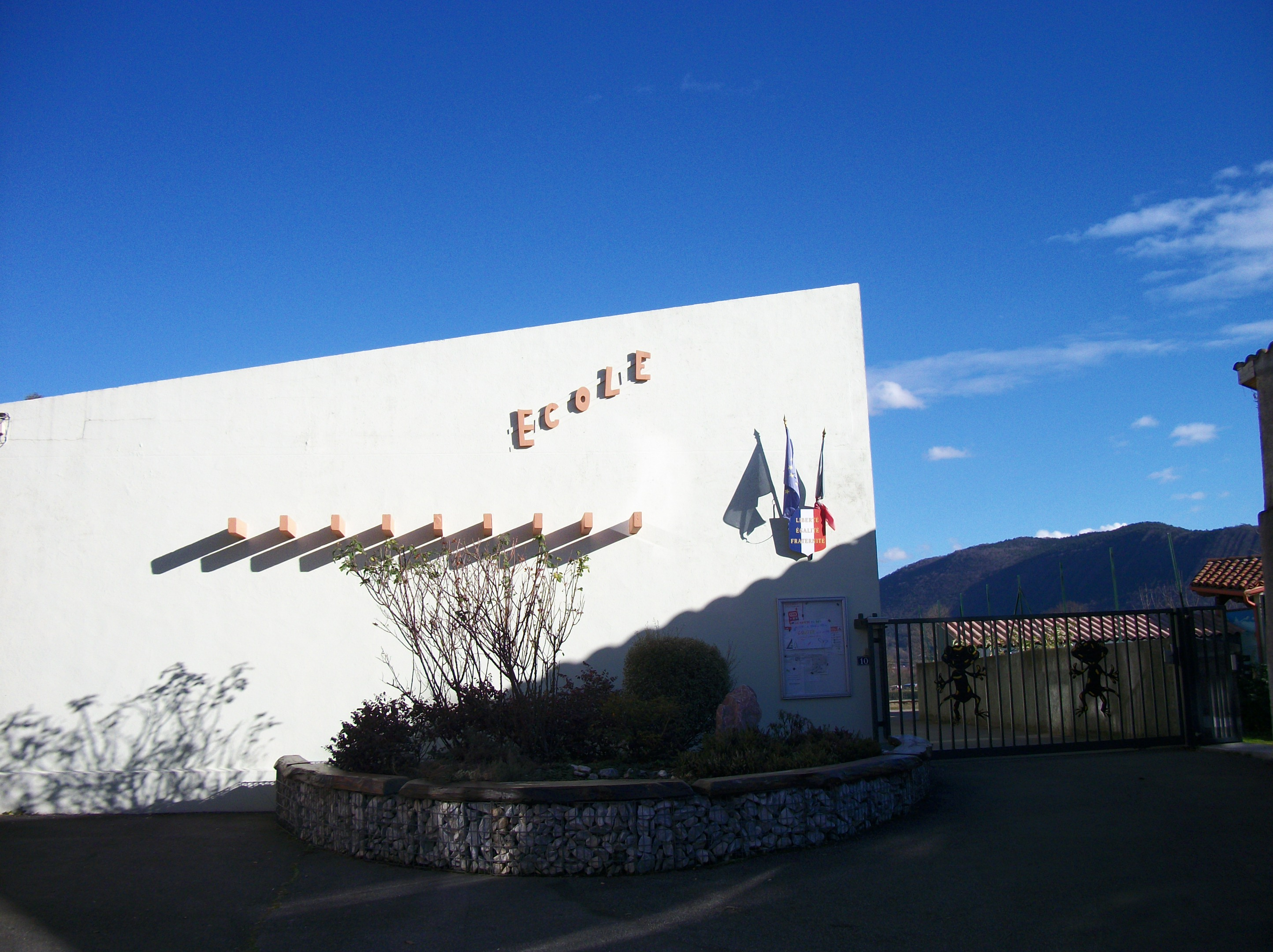
École maternelle et primaire

Labroquère fait partie de l'académie de Toulouse.
L'éducation est assurée par un regroupement pédagogique intercommunal avec les communes de Luscan, Galié, Barbazan, Seilhan, Valcabrère et Saint-Bertrand de Comminges de la maternelle au primaire, sur la commune  de Barbazan CE1 et CE2, sur la commune de Labroquère CP, CM1, CM2 et maternelle à Saint-Bertrand de Comminges.

### Culture et festivités
Salle des fêtes, centre de loisirs. 

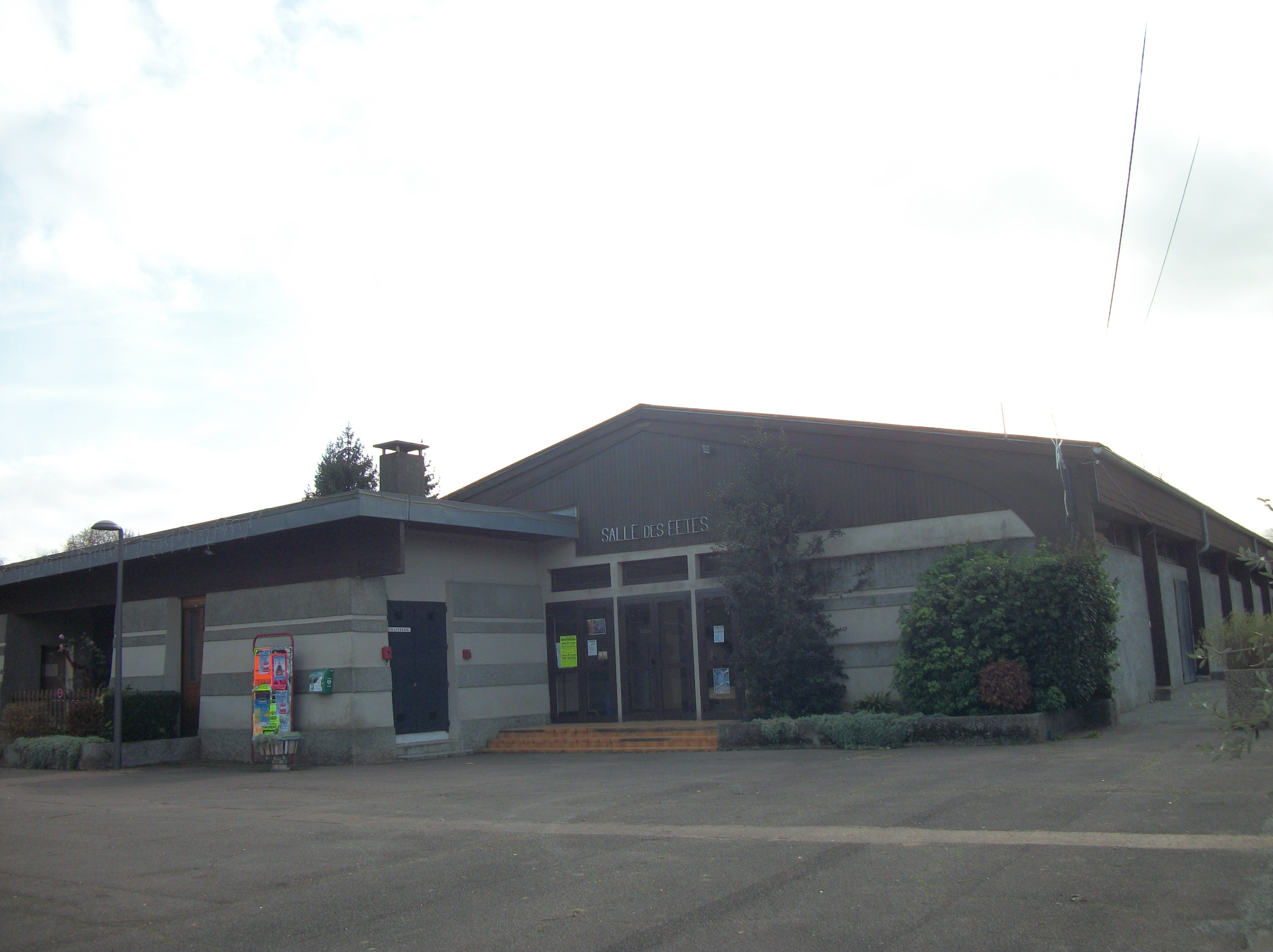
Salle des fêtes
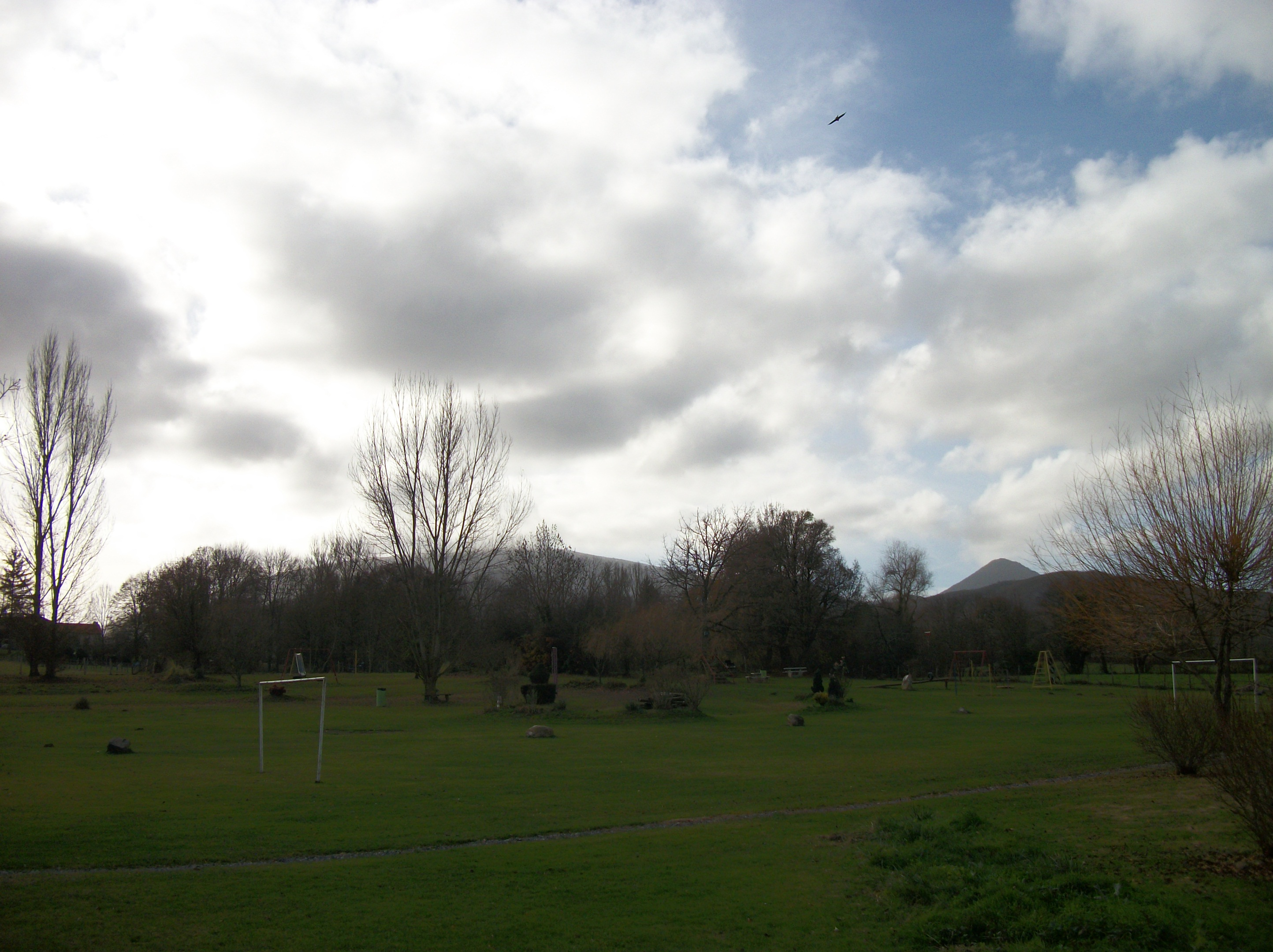
Aire de jeux

### Activités sportives

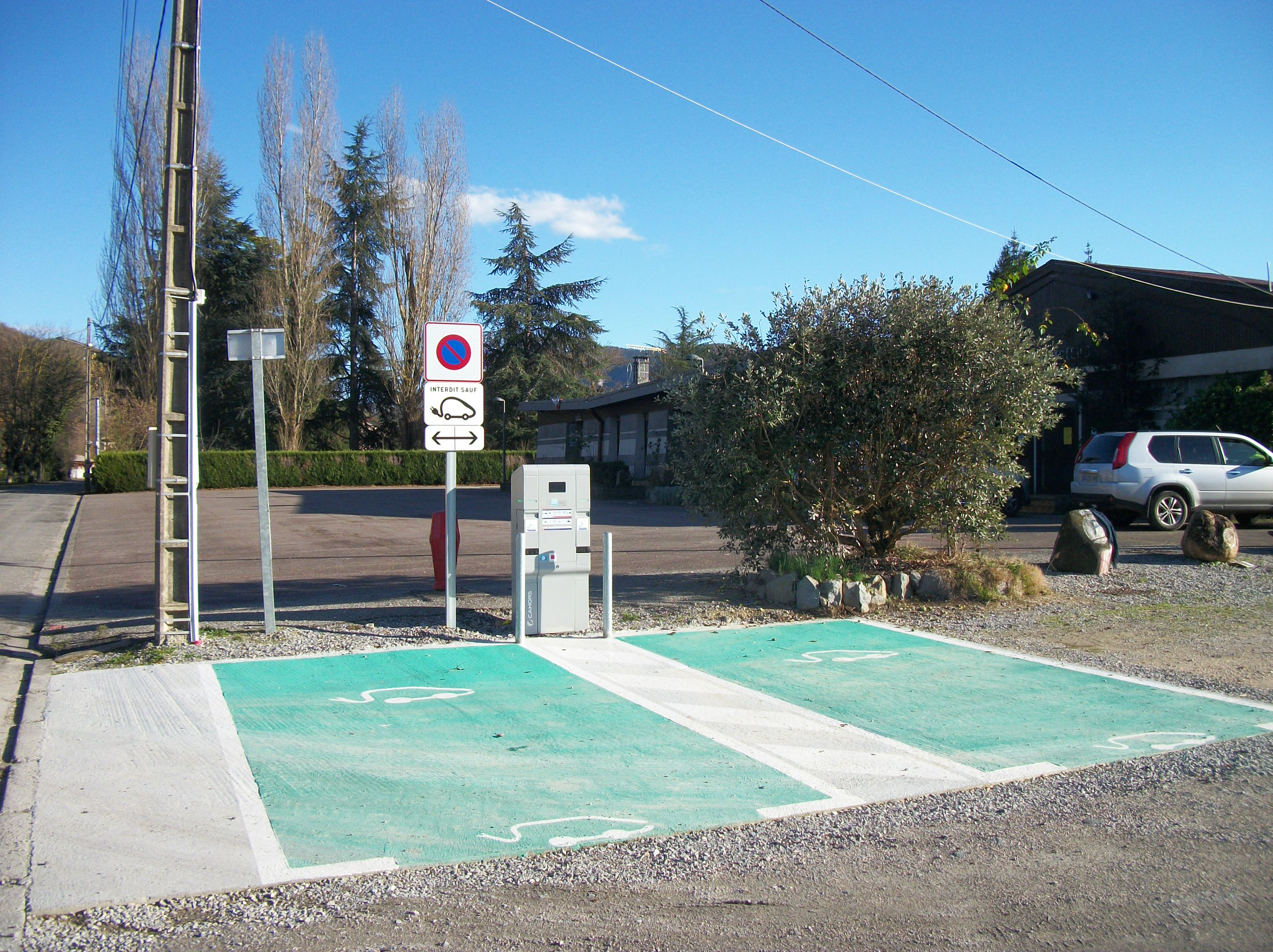
Nouvelle borne de recharge pour voiture électrique

Chasse, pétanque, karaté, randonnée pédestre, escalade, équitation.

### Écologie et recyclage
En 2018 une borne de recharge pour voiture électrique a été installée près de la mairie et de la salle des fêtes,.

## Économie

### Revenus
En 2018  (données Insee publiées en septembre 2021), la commune compte 145 ménages fiscaux, regroupant 320 personnes. La médiane du revenu disponible par unité de consommation est de 22 480 € (23 140 € dans le département).

### Emploi
|                | 2008  | 2013  | 2018  |
| -------------- | ----- | ----- | ----- |
| Commune        | 5,4 % | 7,3 % | 8,7 % |
| Département    | 7,7 % | 9,6 % | 9,3 % |
| France entière | 8,3 % | 10 %  | 10 %  |

En 2018, la population âgée de 15 à 64 ans s'élève à 196 personnes, parmi lesquelles on compte 71,9 % d'actifs (63,3 % ayant un emploi et 8,7 % de chômeurs) et 28,1 % d'inactifs,. Depuis 2008, le taux de chômage communal (au sens du recensement) des 15-64 ans est inférieur à celui de la France et du département.
La commune fait partie de la couronne de l'aire d'attraction de Saint-Gaudens, du fait qu'au moins 15 % des actifs travaillent dans le pôle,. Elle compte 58 emplois en 2018, contre 122 en 2013 et 85 en 2008. Le nombre d'actifs ayant un emploi résidant dans la commune est de 127, soit un indicateur de concentration d'emploi de 45,5 % et un taux d'activité parmi les 15 ans ou plus de 52 %.
Sur ces 127 actifs de 15 ans ou plus ayant un emploi, 18 travaillent dans la commune, soit 14 % des habitants. Pour se rendre au travail, 88,2 % des habitants utilisent un véhicule personnel ou de fonction à quatre roues, 2,4 % les transports en commun, 5,5 % s'y rendent en deux-roues, à vélo ou à pied et 3,9 % n'ont pas besoin de transport (travail au domicile).

### Activités hors agriculture
28 établissements sont implantés  à Labroquère au 31 décembre 2019. Le tableau ci-dessous en détaille le nombre par secteur d'activité et compare les ratios avec ceux du département,.
Le secteur des activités spécialisées, scientifiques et techniques et des activités de services administratifs et de soutien est prépondérant sur la commune puisqu'il représente 28,6 % du nombre total d'établissements de la commune (8 sur les 28 entreprises implantées  à Labroquère), contre 19,8 % au niveau départemental.

### Agriculture
|               | 1988 | 2000 | 2010 | 2020 |
| ------------- | ---- | ---- | ---- | ---- |
| Exploitations | 15   | 9    | 6    | 6    |
| SAU (ha)      | 202  | 120  | 85   | 165  |

La commune est dans les « Pyrénées centrales », une petite région agricole occupant le sud du département de la Haute-Garonne, massif montagneux où s’étagent les vallées profondes, la forêt et les zones intermédiaires, les estives. En 2020, l'orientation technico-économique de l'agriculture  sur la commune est l'élevage d'ovins ou de caprins. Six exploitations agricoles ayant leur siège dans la commune sont dénombrées lors du recensement agricole de 2020 (15 en 1988). La superficie agricole utilisée est de 165 ha,,.

## Culture locale et patrimoine

### Lieux et monuments
- Château de Vidaussan datant du XIVe siècle[53], aménagé en chambres d'hôtes.
- Pont de Labroquère[54] sur la Garonne de 1780[55],[Note 14] du constructeur M. Le Bourgeois[55] (rénové en 2015[56]).
- Chapelle Sainte-Germaine.
- Église Saint-Sébastien.
- Oratoire de la Vierge Marie. L'oratoire et la statue ont été restaurés en 2019.
- Croix du Sacré-Cœur. Souvenir de mission de 1851.
- Fontaine de Sauban, l'ensemble a été restauré en 2019.
- Aire de la table d'orientation de Labroquère située au Cap de la Coste au lotissement du Castillon.

Un banc monumental a été installé en 2015.
L'aire de la table d'orientation a été réaménagée en 2019 avec la création d'abris pour la table d'orientation et les visiteurs.
Une sculpture en fer forgé a été installée sur le banc monumental, avec sa longue-vue, elle regarde l'ancienne cathédrale Sainte-Marie de Saint-Bertrand-de-Comminges.
Entre les rochers, sont intercalés des supports métalliques où sont représentées des constellations.

## Galerie

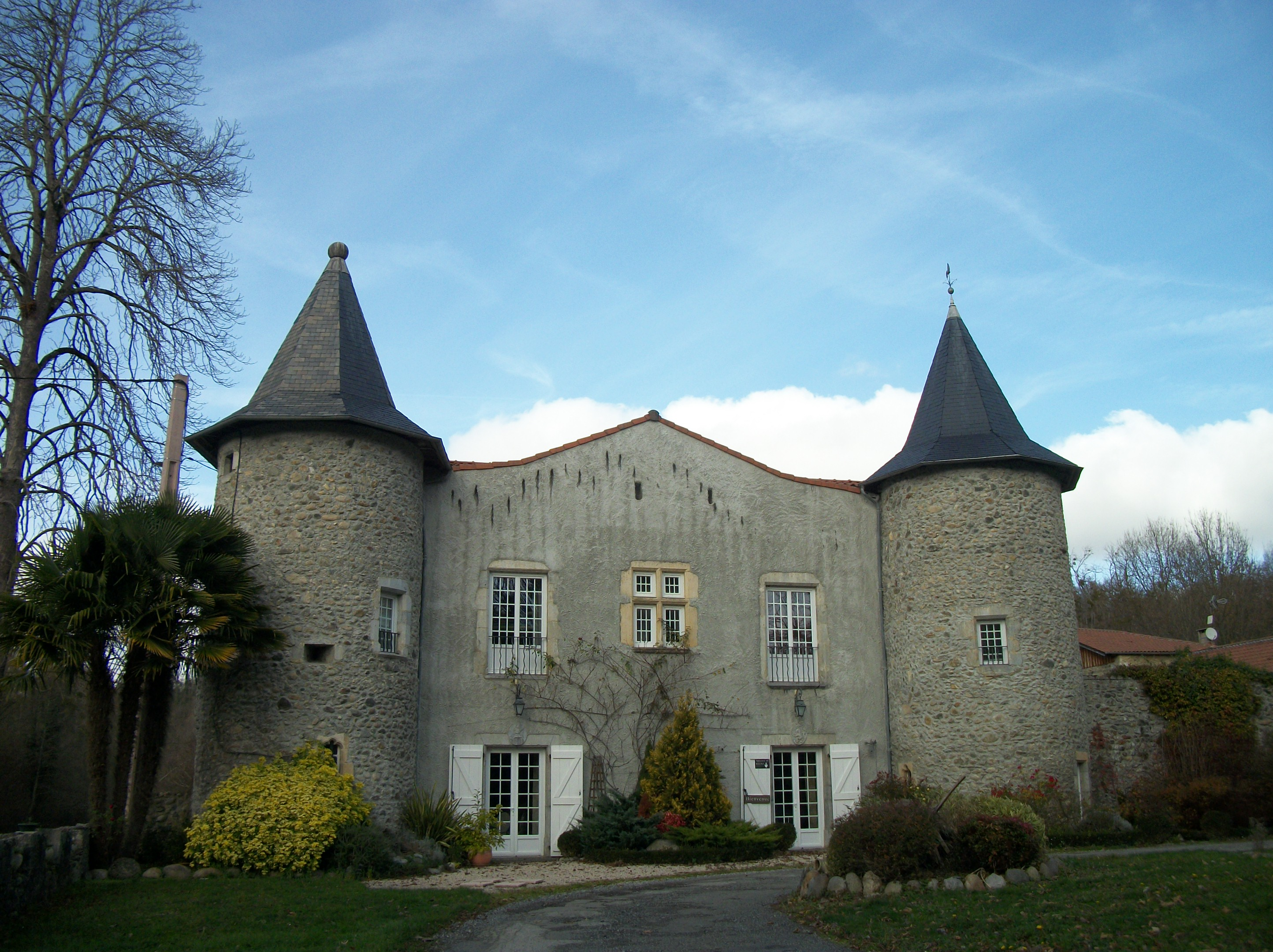
Château de Vidaussan
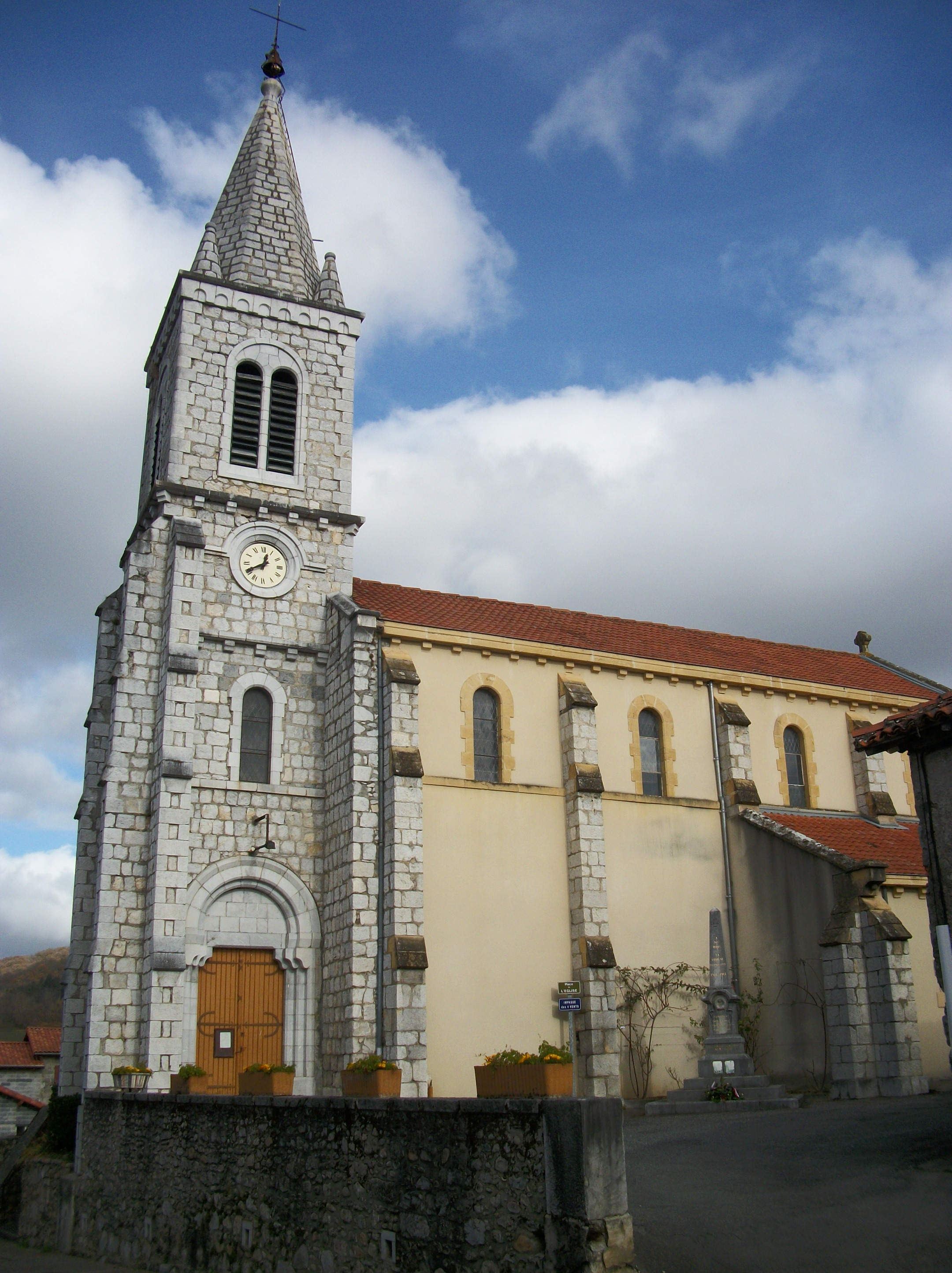
Église Saint-Sébastien
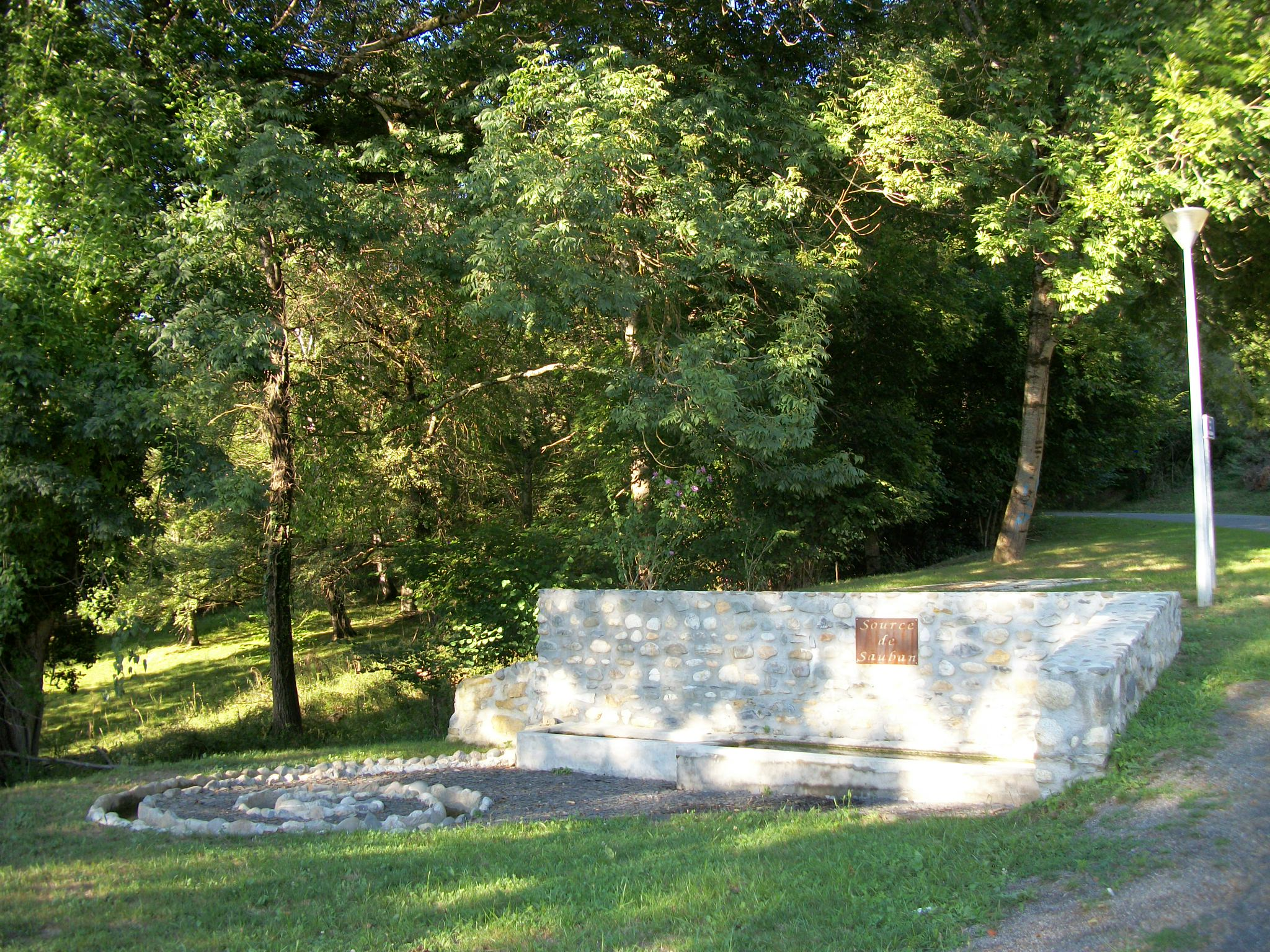
Fontaine de Sauban
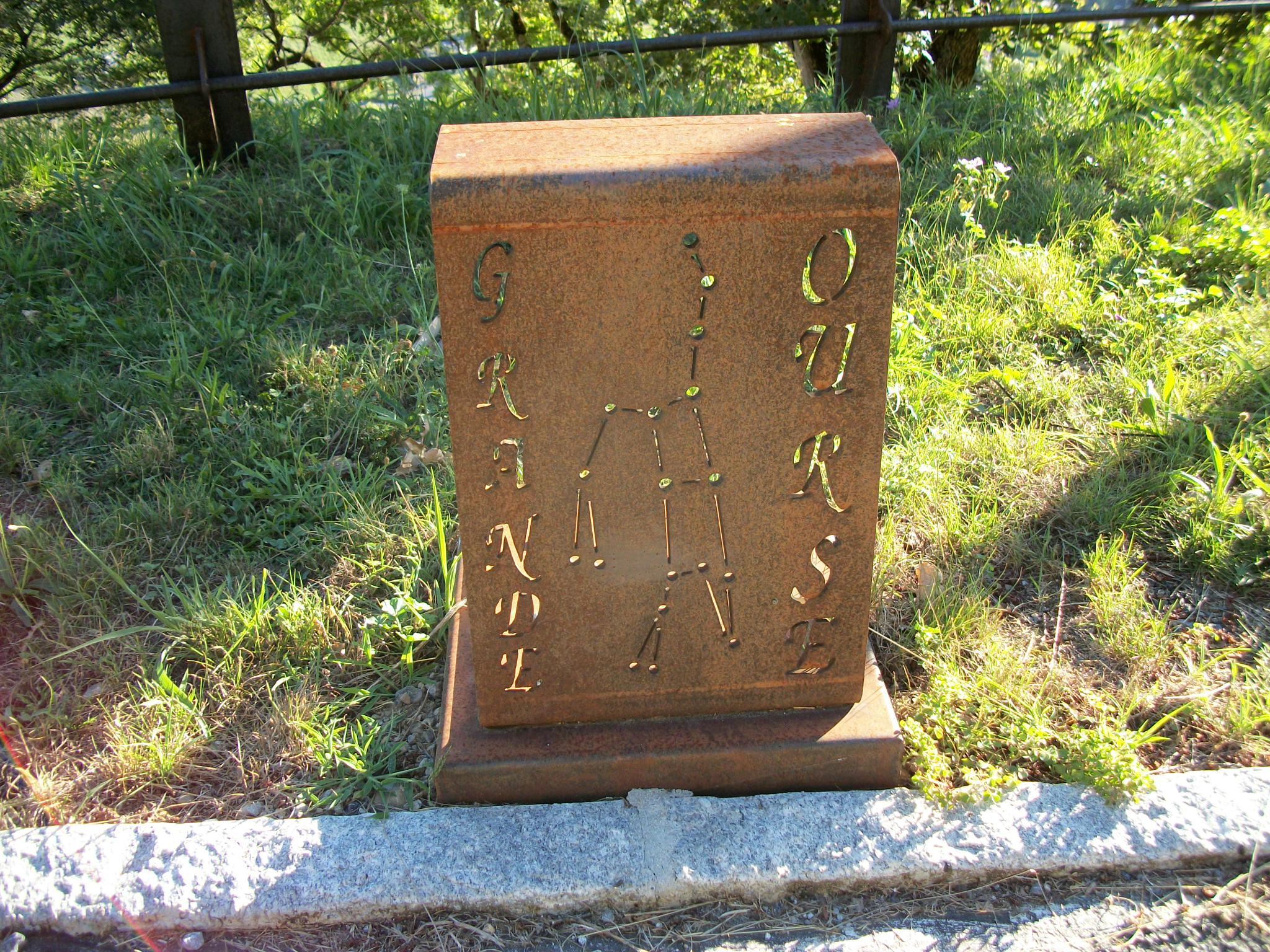
La Grande Ourse
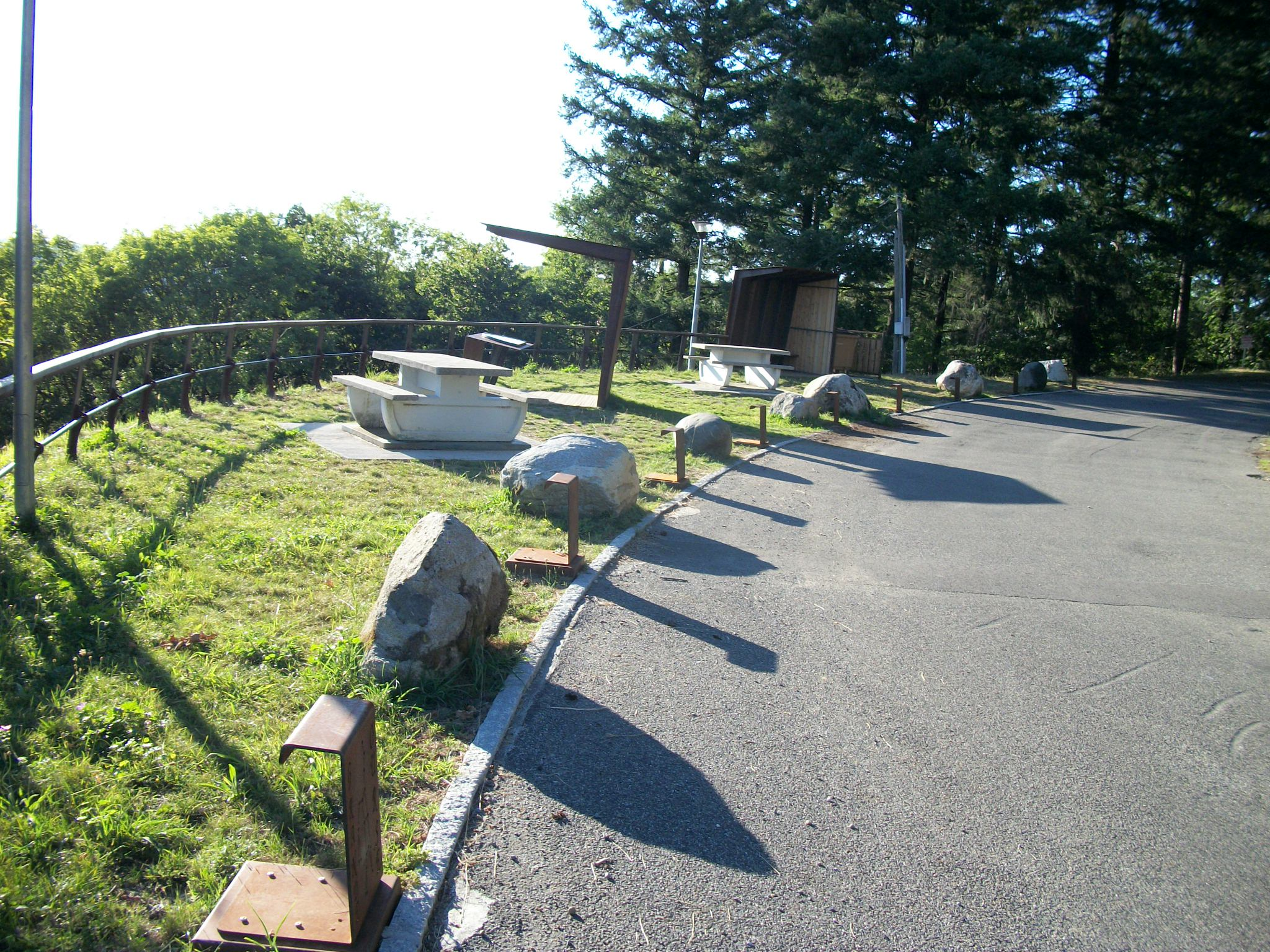
Aire de la table d'orientation

### Personnalités liées à la commune
- René Abadie, coureur cycliste né sur la commune.

## Pour approfondir

#### Site de l'Insee
1. 1 2 3 4 5  Insee, « Métadonnées de la commune de Labroquère ».
2. ↑  « La grille communale de densité », sur insee,fr, 28 mai 2024 (consulté le 27 juin 2024).
3. ↑  « Liste des communes composant l'aire d'attraction de Saint-Gaudens », sur insee.fr (consulté le 27 juin 2024).
4. ↑  Marie-Pierre de Bellefon, Pascal Eusebio, Jocelyn Forest, Olivier Pégaz-Blanc et Raymond Warnod (Insee), « En France, neuf personnes sur dix vivent dans l’aire d’attraction d’une ville », sur insee.fr, 21 octobre 2020 (consulté le 27 juin 2024).
5. ↑  « REV T1 - Ménages fiscaux de l'année 2018 à Labroquère » (consulté le 2 février 2022).
6. ↑  « REV T1 - Ménages fiscaux de l'année 2018 dans la Haute-Garonne » (consulté le 2 février 2022).
7. 1 2  « Emp T1 - Population de 15 à 64 ans par type d'activité en 2018 à Labroquère » (consulté le 2 février 2022).
8. ↑  « Emp T1 - Population de 15 à 64 ans par type d'activité en 2018 dans la Haute-Garonne » (consulté le 2 février 2022).
9. ↑  « Emp T1 - Population de 15 à 64 ans par type d'activité en 2018 dans la France entière » (consulté le 2 février 2022).
10. ↑  « Base des aires d'attraction des villes 2020 », sur site de l'Insee (consulté le 10 avril 2021).
11. ↑  « Emp T5 - Emploi et activité en 2018 à Labroquère » (consulté le 2 février 2022).
12. ↑  « ACT T4 - Lieu de travail des actifs de 15 ans ou plus ayant un emploi qui résident dans la commune en 2018 » (consulté le 2 février 2022).
13. ↑  « ACT G2 - Part des moyens de transport utilisés pour se rendre au travail en 2018 » (consulté le 2 février 2022).
14. ↑  « DEN T5 - Nombre d'établissements par secteur d'activité au 31 décembre 2019 à Labroquère » (consulté le 12 février 2022).
15. ↑  « DEN T5 - Nombre d'établissements par secteur d'activité au 31 décembre 2019 dans la Haute-Garonne » (consulté le 12 février 2022).

#### Autres sources
1. ↑  « TABLE D'ORIENTATION DU CAP DE LA COSTE LABROQUERE », sur Les Pyrénées : séjours, vacances, hébergements, stations de ski, randonnées, bulletin neige (consulté le 30 août 2020).
2. ↑  Stephan Georg, « Distance entre Labroquère et Toulouse », sur fr.distance.to (consulté le 24 août 2021).
3. ↑  Stephan Georg, « Distance entre Labroquère et Saint-Gaudens », sur fr.distance.to (consulté le 24 août 2021).
4. ↑  
Stephan Georg, « Distance entre Labroquère et Bagnères-de-Luchon », sur fr.distance.to (consulté le 24 août 2021).
5. ↑  « Communes les plus proches de Labroquère », sur villorama.com (consulté le 24 août 2021).
6. ↑  Frédéric Zégierman, Le guide des pays de France - Sud, Paris, Fayard, avril 1999 (ISBN 2-213-59961-0), p. 293-296.
7. ↑  Répertoire géographique des communes, publié par l'Institut national de l'information géographique et forestière, [lire en ligne].
8. ↑  « Le réseau hydrographique du bassin Adour-Garonne. » [PDF], sur draaf.occitanie.agriculture.gouv.fr (consulté le 5 novembre 2021).
9. ↑  « Fiche communale de Labroquère », sur le système d'information pour la gestion des eaux souterraines en Occitanie (consulté le 5 novembre 2021).
10. ↑  Sandre, « la Garonne »
11. 1 2  Daniel Joly, Thierry Brossard, Hervé Cardot, Jean Cavailhes, Mohamed Hilal et Pierre Wavresky, « Les types de climats en France, une construction spatiale », Cybergéo, revue européenne de géographie - European Journal of Geography, no 501,‎ 18 juin 2010 (DOI 10.4000/cybergeo.23155, lire en ligne, consulté le 21 novembre 2023)
12. ↑  « Zonages climatiques en France métropolitaine. », sur pluiesextremes.meteo.fr (consulté le 21 novembre 2023).
13. ↑  « Orthodromie entre Labroquère et Clarac », sur fr.distance.to (consulté le 21 novembre 2023).
14. ↑  « Station Météo-France « Clarac » (commune de Clarac) - fiche climatologique - période 1991-2020 », sur donneespubliques.meteofrance.fr (consulté le 21 novembre 2023).
15. ↑  « Station Météo-France « Clarac » (commune de Clarac) - fiche de métadonnées. », sur donneespubliques.meteofrance.fr (consulté le 21 novembre 2023).
16. ↑  « Climadiag Commune : diagnostiquez les enjeux climatiques de votre collectivité. », sur meteofrance.fr, novembre 2022 (consulté le 21 novembre 2023).
17. ↑  « Les différents espaces protégés. »(Archive.org • Wikiwix • Archive.is • Google • Que faire ?), sur observatoire-biodiversite-centre.fr (consulté le 29 août 2021).
18. ↑  « Liste des espaces protégés sur la commune », sur le site de l'inventaire national du patrimoine naturel (consulté le 29 août 2021).
19. ↑  « - fiche descriptive », sur le site de l'inventaire national du patrimoine naturel (consulté le 29 août 2021).
20. ↑  Réseau européen Natura 2000, Ministère de la transition écologique et solidaire
21. ↑  « Liste des zones Natura 2000 de la commune de Labroquère », sur le site de l'Inventaire national du patrimoine naturel (consulté le 29 août 2021).
22. ↑  « site Natura 2000 FR7301822 - fiche descriptive », sur le site de l'inventaire national du patrimoine naturel (consulté le 29 août 2021).
23. 1 2  « Liste des ZNIEFF de la commune de Labroquère », sur le site de l'Inventaire national du patrimoine naturel (consulté le 29 août 2021).
24. ↑  « ZNIEFF « la Garonne de la frontière franco-espagnole jusqu'à Montréjeau » - fiche descriptive », sur le site de l'inventaire national du patrimoine naturel (consulté le 29 août 2021).
25. ↑  « ZNIEFF les « avant-monts de Gourdan-Polignan à Labroquère » - fiche descriptive », sur le site de l'inventaire national du patrimoine naturel (consulté le 29 août 2021).
26. ↑  « ZNIEFF « Garonne amont, Pique et Neste » - fiche descriptive », sur le site de l'inventaire national du patrimoine naturel (consulté le 29 août 2021).
27. ↑  « ZNIEFF le « piémont calcaire commingeois et bassin de Sauveterre » - fiche descriptive », sur le site de l'inventaire national du patrimoine naturel (consulté le 29 août 2021).
28. ↑  « CORINE Land Cover (CLC) - Répartition des superficies en 15 postes d'occupation des sols (métropole). », sur le site des données et études statistiques du ministère de la Transition écologique. (consulté le 14 avril 2021).
29. 1 2 3  « Les risques près de chez moi - commune de Labroquère », sur Géorisques (consulté le 17 octobre 2022).
30. ↑  BRGM, « Évaluez simplement et rapidement les risques de votre bien », sur Géorisques (consulté le 10 septembre 2022).
31. ↑  « Dossier départemental des risques majeurs dans la Haute-Garonne », sur haute-garonne.gouv.fr (consulté le 10 septembre 2022), partie 1 -  chapitre Risque inondation.
32. ↑  « Dossier départemental des risques majeurs dans la Haute-Garonne », sur haute-garonne.gouv.fr (consulté le 10 septembre 2022), chapitre Risque feux de forêts.
33. ↑  « Prévention des incendies de forêt en Haute-Garonne », sur haute-garonne.gouv.fr (consulté le 10 septembre 2022).
34. ↑  « Retrait-gonflement des argiles », sur le site de l'observatoire national des risques naturels (consulté le 10 septembre 2022).
35. ↑  « Liste des cavités souterraines localisées sur la commune de Labroquère », sur georisques.gouv.fr (consulté le 10 septembre 2022).
36. ↑  « Dossier départemental des risques majeurs dans la Haute-Garonne », sur haute-garonne.gouv.fr (consulté le 22 août 2023), chapitre Risque rupture de barrage.
37. ↑  art L. 2121-2 du code général des collectivités territoriales.
38. ↑  « Résultats des élections municipales et communautaires 2014 », sur interieur.gouv.fr (consulté le 30 août 2020).
39. ↑  « Informations générales » , sur Gallica, 21 octobre 1941 (consulté le 30 août 2020).
40. ↑  L'organisation du recensement, sur insee.fr.
41. ↑  Calendrier départemental des recensements, sur insee.fr.
42. ↑  Des villages de Cassini aux communes d'aujourd'hui sur le site de l'École des hautes études en sciences sociales.
43. ↑  Fiches Insee - Populations de référence de la commune pour les années 2006, 2007, 2008, 2009, 2010, 2011, 2012, 2013, 2014, 2015, 2016, 2017, 2018, 2019, 2020, 2021 et 2022.
44. 1 2 3 4 5  INSEE, « Population selon le sexe et l'âge quinquennal de 1968 à 2012 (1990 à 2012 pour les DOM) », sur insee.fr, 15 octobre 2015 (consulté le 10 janvier 2016).
45. ↑  INSEE, « Populations légales 2006 des départements et des collectivités d'outre-mer », sur insee.fr, 1er janvier 2009 (consulté le 8 janvier 2016).
46. ↑  INSEE, « Populations légales 2009 des départements et des collectivités d'outre-mer », sur insee.fr, 1er janvier 2012 (consulté le 8 janvier 2016).
47. ↑  INSEE, « Populations légales 2013 des départements et des collectivités d'outre-mer », sur insee.fr, 1er janvier 2016 (consulté le 8 janvier 2016).
48. ↑  « SDEHG : des efforts pour des économies d'énergie », sur ladepeche.fr (consulté le 19 décembre 2018).
49. ↑  « SDEHG - Armand Ribet Labroquère : borne de charge à Labroquère », sur fr.chargemap.com (consulté le 19 décembre 2018).
50. ↑  « Les régions agricoles (RA), petites régions agricoles(PRA) - Année de référence : 2017 », sur agreste.agriculture.gouv.fr (consulté le 12 février 2022).
51. ↑  Présentation des premiers résultats du recensement agricole 2020, Ministère de l’agriculture et de l’alimentation, 10 décembre 2021
52. ↑  « Fiche de recensement agricole - Exploitations ayant leur siège dans la commune de Labroquère - Données générales », sur recensement-agricole.agriculture.gouv.fr (consulté le 12 février 2022).
53. ↑  « Domaine Vidaussan – Gîtes et chambres d'hôtes » (consulté le 10 décembre 2018).
54. ↑  « Pont de Labroquere - 1780 » (consulté le 22 aout 2023).
55. 1 2  Émiland-Marie GAUTHEY; Claude NAVIER, Traité de la construction des ponts -  Deuxième édition , Tome 1, PARIS, Firmin Didot Frères, 1832, 392 p. (lire en ligne), p. 114
56. ↑  « De nouveaux travaux sur le pont de la RD 825 », sur ladepeche.fr (consulté le 10 décembre 2018).
57. ↑  La Dépêche du Midi, « Labroquère. Un banc de grande taille à la table d'orientation », La Dépêche,‎ 10 octobre 2015 (lire en ligne, consulté le 30 août 2020).